# Список королів Боснії
У цій статті подано Список королів Боснії.
1377 року бан Боснії Твртко I з династії Котроманічів прийняв королівський титул. Його нащадки володіли королівською короною трохи менше ста років, до самого падіння королівства під ударами османів. Останній король Боснії Стефан Томашевич був страчений турками в Яйце 1463 року.
| Король           | Роки правління      | Походження                                     |
| Твртко I         | 1377—1391           | Син бана Владислава Котроманіча та Єлени Шубіч |
| Стефан Дабіша    | 1391—1395           | Точно не встановлено, дружина Олена Груба      |
| Олена Груба      | 1395—1398           | Дружина Стефана Дабіші                         |
| Стефан Остоя     | 1398—1404 1409—1418 | Незаконнонароджений син Твртко I               |
| Твртко II        | 1404—1409 1421—1443 | Незаконнонароджений син Твртко I               |
| Стефан Остоїч    | 1418—1421           | Син Стефана Остої                              |
| Стефан Томаш     | 1443—1461           | Незаконнонароджений син Стефана Остої          |
| Стефан Томашевич | 1461—1463           | Син Стефана Томаша                             |